# Colloto
Colloto (en asturiano y cooficialmente: Cualloto) es un lugar de España situado en los concejos asturianos de Oviedo, en su parte oeste, y de Siero, en la parte este.

## Geografía
Dista 5 km de la ciudad de Oviedo y 10 de Pola de Siero, y se sitúa a una altitud de 170-175 m.
Su principal avenida es la calle Camino Real. Esta calle recorría toda la localidad y como su nombre indica es parte de la ruta jacobea que viene desde León, ya que pasa por esta calle el Camino de Santiago Real.
Pertenece a los concejos de Oviedo y de Siero, limitados por un afluente del río Nora canalizado y que atraviesa la calle Camino Real y la Carretera Nacional 634 hasta desembocar en el río Nora.
Antiguamente fue parroquia independiente, que pervive en la eclesiástica de Santa Eulalia. Según el diccionario de Madoz, comprendía, además del lugar de Colloto, los de Bárcena, Camino Real, Monte Alto, Los Prados y Roces, en Oviedo, y los de Llames y Folgueras en Siero.
En el nomenclátor se divide en dos entidades singulares de población, ambas con la categoría histórica de lugar, en los concejos de Oviedo y Siero. La parte ovetense se encuadra dentro de la parroquia de Oviedo y en la de Granda en la de Siero.

## Historia
Conocido emplazamiento desde tiempos remotos como atestigua que la iglesia de Santa Eulalia de Mérida era nombrada en las fuentes diplomáticas del siglo IX cuando el rey Alfonso III y su mujer Jimena de Asturias escribieron una carta de donación al obispo de Oviedo. Entonces se denominaba a esta localidad con el nombre de "Tuxiua". Según fuentes testimoniales a partir del siglo XI comienza a utilizarse el topónimo Colloto (collis-altus) que significa “colina elevada”.
En sus alrededores encontramos una de las principales que canteras suministró piedra para la edificación de la Universidad de Oviedo, en el siglo XVI. Estuvo esta cantera en activo casi cinco siglos, suministrando piedra a diversas poblaciones.
Como se ha mencionado esta localidad está habitada desde remotos tiempos como lo atestiguan el puente de Colloto, de origen romano, así como los restos románicos del siglo XII presentes y conservados dentro de la restauración llevada a cabo en 1924, en la vetusta iglesia de Santa Eulalia de Mérida, situada junto la N-634. Con la llegada del siglo XX comenzó el despegue económico de este pueblo, el 29 de marzo de 1900 se abrió la Fábrica de cerveza El Águila Negra, también colaboraron en este despegue una serie de personas ilustres e indianos como Pepín Rodríguez magnate del tabaco en Cuba y uno de los creadores del centro asturiano en La Habana. Este magnate financió las escuelas del pueblo, unas escuelas innovadoras como lo demuestra entre otras novedades para la época el patio interior cubierto, (hoy en día desaparecido), agradeciéndoselo el pueblo con un monumento que inauguraron en agosto de 1940. Junto a Pepín Rodríguez otro de los grandes benefactores del pueblo es José Cima García que también colaboró en obras al servicio del pueblo además de crear una fábrica de sidra pionera en España.
Colloto también ha tenido una destacada presencia médica ya que a este arrabal ovetense, estuvo muy vinculado, entre otros, el doctor Julián Clavería, además hubo un destacado psiquiátrico que funcionó desde 1923 hasta finales de la década de 1940.
Durante la guerra civil Colloto fue parte destacada del famoso cerco a Oviedo, como lo muestran las trincheras y refugios próximas a las escuelas fundadas por Pepín Rodríguez, además en una finca de los Prados hay un socavón originado por una bomba aérea.
Los siguientes años después de la guerra civil fueron, como en el resto del país, de penuria.
Colloto siempre ha sido reconocido siempre por la localización de lagares y por su popular fábrica de cerveza El Águila negra. Son de destacar otros personajes ilustres vinculados con esta población como José Cima que como he mencionado antes inauguró la fábrica de sidra, concretamente en el año 1880 y el doctor Julián Clavería, el cual tiene una calle con su nombre, calle en la que está situado el hotel Palacio de Viñona construido en 1798, como palacete barroco, con una enorme finca y un palomar (hoy en día desaparecido). También en la calle Pepín Rodríguez se localizan aparte de las escuelas dos preciosos palacetes con excelentes vistas. Puede verse otra casona asturiana, (hoy día el llagar de Colloto) con una antigüedad de unos trescientos años además de ofrecer una panera con al menos unos quinientos años de antigüedad.
Distribuidas por su geografía collotense se pueden encontrar más casonas asturianas y algún otro palacete como el situado en Camino Real 43 otro impresionante palacete que da a la N-634 y a Camino Real. Este palacete es el antiguo psiquiátrico "Santa Rita". Otro palacete es el "Villa de María" inaugurado en el año 1920 y colindante a las antiguas escuelas de Pepín Rodríguez.
Hoy en día se está edificando gran cantidad de inmuebles y chalets además en las proximidades de la calle Pepín Rodríguez justamente en el montículo que se encuentran las trincheras de la guerra civil española se han licitado un gran número de edificaciones.
Hoy en día Colloto tiene remembranza de su pasado en una de las mejores ofertas en llagares y locales de ocio. Además de ser uno de los arrabales ovetenses en que más se ha incrementado la población. En Colloto hay dos escuelas:la Pública, en Pepín Rodríguez y el Colegio Amor Misericordioso de monjas en Moreo, donde se puede realizar la Educación Secundaria Obligatoria, (ESO).
La escuela pública de Colloto data de principios del siglo XX y conserva la estructura original así como el rótulo original, fue remodelada y se le añadió un edificio y una cancha en el año 1988.
Dentro de la arquitectura industrial destacan el edificio que alberga la compañía de bebidas, Coca-Cola, un edificio de 1950 y también "Cerámicas Ojeda", una fábrica de ladrillo y cerámica en estado de abandono desde hace décadas.

## Demografía
| Gráfica de evolución demográfica de Colloto entre 2000 y 2013 |
|                                                               |

## Transporte
Colloto se encuentra a lo largo de la N-634 a su entrada a Oviedo, aparte de la comunicación que esta vía le da con Oviedo y con Pola de Siero, existen estos otros accesos:
- A-64: Autopista Oviedo-Villaviciosa.
- AS-17: Carretera de Avilés-Langreo.

## Personalidades
- Andrés Vidau, pintor
- José Prado Norniella, pintor de la Casa Real
- Pepín Rodríguez, empresario indiano
- Julián Clavería, médico ovetense, tuvo consulta y palacete en el pueblo

## Deporte
La Sociedad Deportiva Colloto, fundado en 1987, es el equipo local de Colloto. Juega en regional preferente] y ha llegado a participar en la 3.ª División.
El Club Ciclista Colloto, constituido en 1975, cuenta con equipos en las categorías escuelas (5 a 14 años), cadete, juvenil y élite/sub-23.